# Psikyo
Psikyo war ein japanisches Entwicklerstudio das Videospiele für Spielkonsolen entwickelte. Das Unternehmen wurde am 17. Juli 1992 gegründet und wurde Mitte 2002 von X-Nauts aufgekauft. Psikyo stellte hauptsächlich Spiele her, die dem Genre der Arcade-Spiele und Shoot ’em ups angehörten.
Meist wurde für die Spiele dieselbe Engine benutzt. Die zweidimensionale Bitmap-Grafik ermöglichte zwar detaillierte Bilder, war am Ende der Firmengeschichte jedoch nur noch mit erheblichem Aufwand realisierbar, da immer genauere und höher aufgelöste Zeichnungen nötig waren. Grund dafür war die Konkurrenz zu moderneren 3D-Grafiktechnologien.
Am bekanntesten ist die Strikers-Serie, die auch für die PlayStation umgesetzt wurde. Strikers 1945 II erschien sogar in Europa im regulären Handel, jedoch erst 2003 nach dem Aus der Firma.

## Spiele
- Battle K-Road
- Dragon Blaze
- G-taste
- Gunbarich
- Gunbird
- Gunbird 2
- Hot Gimmick
- Hot Gimmick Integral
- Hot Gimmick Taisakusen
- Ikuze! Onsen Takkyu
- Lode Runner: The Dig Fight (Arcade, 2000 zusammen mit Brøderbund, Nachfolger des Klassikers von 1983)
- Sengoku Ace
- Sol Divide
- Space Bomber
- Strikers: 1945
- Strikers: 1945 II
- Strikers: 1945 III/Strikers: 1999
- Tengai (Sengoku Ace Episode II)
- Zero Gunner
- Zero Gunner 2